# Porta Pisana (Scarlino)
Porta Pisana, nota anche come Porta a Mare, è una porta cittadina nelle mura di Scarlino, che delimitano l'omonimo borgo. La sua ubicazione è lungo il tratto occidentale della cinta muraria, lungo l'omonima via che congiunge via degli Orti a via della Repubblica.

## Storia
Risalente al 1326 come indicato in una delle due lapidi, la porta si apre lungo un tratto di cortina muraria, presentandosi interamente rivestita in pietra, con modanatura in travertino sul lato esterno che conserva gli stipiti sui quali trova appoggio l'ampio arco a tutto sesto. Sul lato interno la porta si presenta con un doppio arco, con quello più basso che corrisponde a quello che si apre anche sul lato opposto, mentre quello più alto rafforzava la struttura di accesso al borgo che in passato era munita di un sistema di doppia porta per controllare in modo più efficace e strategico l'ingresso al nucleo storico di Scarlino.